# 狐狸與花雀
《狐狸與花雀》為武田日向的短篇作品集，為其治療系作品。中文版由台灣角川發行出版，譯者為正樹七十。內容主要收錄有【狐狸與花雀】、【洋娃娃女孩】兩個短篇和數個番外篇。

## 內容
【狐狸與花雀】　　
　　敘述小巫女花雀和其姊姊的故事。討厭狐狸和謊言的花雀，和姊姊想隱匿的事實，搖擺在溫柔謊言與殘酷事實之間，一段溫馨的小故事。
【狐狸與花雀　番外篇／謊言與金幣】
　　狐狸與花雀後續的小故事，敘述花雀發現藏匿的金幣的狐狸與某位畫師之間小小篇章。
【洋娃娃女孩】
　　敘述小實和小叶兩名少女在醫院的故事。小實是名害怕分離而躊躇不前的女孩，與小叶相遇之後因為洋娃娃成為了朋友，然而在發覺彼此的友誼無法永恆，又因而退縮而無法面對小叶，直到小叶要接受手術的那天……
【洋娃娃女孩　番外篇／小叶的朋友】
　　洋娃娃女孩後續極短篇，象徵兩人友誼真正開花結果。
【可愛動物日記番外篇的番外篇】
【可愛動物日記番外篇　ＹＡＥＫＡ'Ｓ　ＡＩＲＭＡＩＬ】
【Ｓｅｑｅｎｃｅ１　ＭＹ　ＣＬＯＳＥ　ＦＲＩＥＮＤ】
【Ｓｅｑｅｎｃｅ２　ＭＹ　ＧＲＥＡＴ　ＦＲＩＥＮＤ】
【Ｓｅｑｅｎｃｅ３　ＭＹ　ＢＯＳＯＭ　ＦＲＩＥＮＤ】
【Ｓｅｑｅｎｃｅ４　ＭＹ　ＬＯＶＡＢＬＥ　ＦＲＩＥＮＤ】
【Ｓｅｑｅｎｃｅ５　ＭＹ　ＢＥＡＲ　ＦＲＩＥＮＤ】
參考來源：狐狸與花雀：武田日向短篇集 ISBN 9789861746180